# 阿瑟 (密蘇里州)
阿瑟（英語：Arthur）是位於美國密蘇里州弗農縣的非建制地區。

## 歷史
阿瑟的郵局於1881年設立，其後於1936年停運。當地於1925年時共有人口23人。

## 地理
阿瑟所處的海拔為高於海平面234米（即768英呎），而該地所採用的時區為UTC-6，即北美中部時區（CST）。同時該地設有夏令時間，為UTC-6調快一小時，即UTC-5（CDT）。